# Cymophorus leucographus
Cymophorus leucographus är en skalbaggsart som beskrevs av Ernst Gustav Kraatz 1899. Cymophorus leucographus ingår i släktet Cymophorus och familjen Cetoniidae. Inga underarter finns listade i Catalogue of Life.